# زمین‌لرزه ۱۹۴۸ سالتا
زمین‌لرزه سالتا  در تاریخ ۲۵ اوت ۱۹۴۸ میلادی، برابر با ‎۳ شهریور ۱۳۲۷، ساعت ۶:۰۹:۲۴ به زمان یوتی‌سی در آرژانتین ، منطقه سالتا رخ داد. ژرفای این زلزله ۵۰ کیلومتر بود. بزرگی آن ۶٫۹ در مقیاس Ms اعلام شده‌است. زمین‌لرزه به وقت محلی در روز چهارشنبه، ساعت ۳ روی داده و منطقه زمانی آن یوتی‌سی -۳ بوده‌است (با لحاظ تغییر ساعت تابستانی).
شمار کشتگان زلزله حدود ۵ نفر بوده‌است.